# La Rue des femmes
La Rue des femmes est un organisme de support venant en aide aux femmes en état d'itinérance ou en grandes difficultés psychosociales. L'organisme intervient principalement à Montréal qui est située dans la province de Québec au Canada.

## Historique
La Rue des femmes est fondée en 1994 par Léonie Couture,. Un centre de jour ouvre ses portes, et ce, uniquement les fins de semaine. Par la suite en 2000, l'organisme étend l'ouverture de son centre à 7 jours par semaine. En 2002, La rue des Femmes inaugure la Maison Olga au centre-ville de Montréal, notamment grâce à l'aide financière d'un homme d'affaires féministe Karel Velan. Avec cette maison, La rue des Femmes peut offrir à la fois un centre de jour et un centre d'hébergement. En 2003, la cour intérieure de la maison Olga est aménagée grâce à la générosité de femmes horticultrices employées du Jardin botanique de Montréal. Le jardin botanique fournit gratuitement les végétaux. En 2006, pour faciliter le processus de retour dans le monde extérieur des femmes résidentes de la Maison Olga, le Centre Dahlia ouvre ses portes. Ce centre offre un suivi individuel et des visites à domicile. En fin de 2007, La Rue des Femmes dispose d'un budget annuel de $ 1 million et demi de dollars canadiens et emploie 40 intervenantes.

## Approche privilégiée
L'approche de La Rue des femmes est de voir l'itinérance comme un problème de santé relationnelle. L'approche que met de l'avant La Rue des femmes pour encourager des changements durables est axée sur :
- Le respect et la valorisation de la personne
- Le développement d'un lien de confiance avec cette personne[7].

Pour réaliser cette approche, l'organisme a un centre multiservice avec une structure d'hébergement (gîte de nuit d'urgence, chambres pour des séjours à moyen terme, appartements supervisés à long terme). Le centre de jour développe pour sa part un programme d'activités et un programme de suivi dans la communauté. En fin de 2016, ce sont plus de 1014 femmes qui ont bénéficié de l'aide et des différents services de l'organisme.

## Reconnaissance
Plusieurs prix honorifiques sont attribués à l'organisme depuis sa fondation. En 2007, Les éditions du remue-ménage publient l’ABCd'art de La rue des Femmes, un hommage aux femmes résidentes de l'organisme. Ce recueil renferme des témoignages écrits de 127 femmes ayant séjourné au centre d'hébergement de La rue des Femmes,.
En 2008, l'Association pour la santé publique du Québec lui décerne le prix Jean-Pierre-Bélanger. L'Ordre des infirmières et infirmiers du Québec (OIIQ) honore une des membres, en remettant le prix Florence 2010 à Suzanne Bourret, infirmière, coordonnatrice à l'intervention psychosociale dans La Rue des Femmes. Pour sa part, la Fédération des femmes du Québec décerne le prix Idola Saint-Jean à Léonie Couture directrice de l'organisme.
Le 16 janvier 2011, Léonie Couture est nommée Personnalité de l'année dans la catégorie « Courage, humanisme et accomplissement personnel » par le quotidien francophone La Presse et par Radio-Canada. Le 4 octobre 2011, Léonie Couture reçoit le prix Thérèse-Daviau de la ville de Montréal pour sa contribution au développement social de Montréal. En fin d'année 2011, la Fondation Desjardins du mouvement des Caisses Desjardins remet à La rue des Femmes son prix annuel Desjardins.